# Samsung Galaxy M31
Samsung Galaxy М31 — Android-смартфон із серії Galaxy М від компанії Samsung Electronics. Світовий анонс телефону відбувся у лютому 2020 року, а продажі в онлайн магазинах України були розпочаті 11 березня 2020 року з рекомендованою ціною — 6999 грн. Також 14 жовтня 2020 року був представлений Samsung Galaxy M31 Prime Edition, що в основному відрізняється від Galaxy M31 присутністю блакитного кольору замість червоного і трьома безкоштовними місяцями підписки Amazon Prime.
8 жовтня 2020 року в Індії під новою серією Galaxy F був представлений Samsung Galaxy F41, що в основному відрізняється від Samsung Galaxy M31 відсутністю макрооб'єктиву. На глобальному ринку Galaxy F41 був представлений 6 листопада як Samsung Galaxy M21s.

## Технічні характеристики

### Дизайн

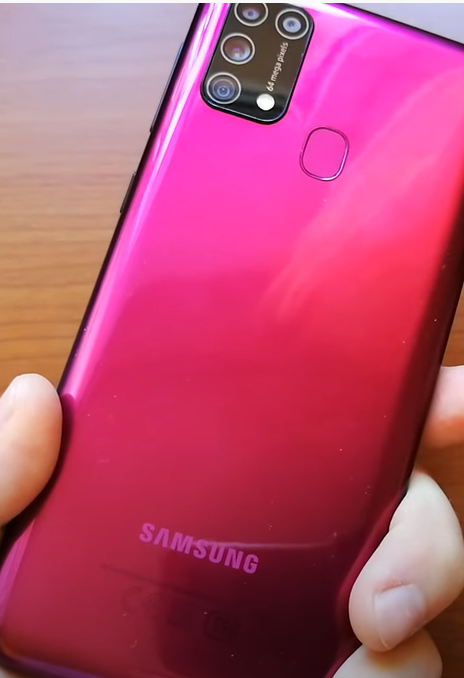
Задня панель Galaxy M31 в червоному кольорі

Samsung Galaxy М31 має пластиковий корпус з глянцевою поверхнею і заокругленими краями. Передня частина телефону захищена склом Corning Gorilla Glass 3 товщиною 0,33 мм.
Рамки по бокам та зверху дисплея відносно тонкі, натомість присутній великий відступ знизу. Екран займає 84,1 % передньої панелі телефону.
Знизу знаходяться роз'єми 3,5 мм аудіо і USB-C, мікрофон та динамік, зверху — другий мікрофон, зліва — слот під 2 SIM-картки і карту пам'яті, а справа — гойдалка регулювання гучності та кнопка блокування. Ззаду розміщені прямокутний острівець камери з чотирма об'єктивами і LED-спалахом, сканер відбитків пальців та логотип.
Galaxy M31 представлений в 3 кольорах: чорному (Space Black), червоному та синьому (Ocean Blue). Galaxy M31 Prime Edition замість червоного кольору отримав блакитний (Iceberg Blue) варіант.
Galaxy F41 був доступний в 3 кольорах: чорному (Fusion Black), синьому (Fusion Blue) та зеленому (Fusion Green). В Galaxy M21s відсутній зелений варіант кольору.

### Апаратне забезпечення
Смартфони працюють на базі восьмиядерного процесора Exynos 9611 з чотирма ядрами Cortex-A73 з частотою 2,3 ГГц та чотирма ядрами Cortex-A53 з частотою 1,7 ГГц. Графічний процесор — Mali-G72 MP3. Galaxy M31 був доступний в конфігураціях 6/64 ГБ, 6/128 ГБ та 8/128 ГБ, Galaxy M31 Prime Edition —  6/128 ГБ, Galaxy M21s —  4/64 ГБ та 6/128 ГБ, Galaxy F41 —  6/64 ГБ та 6/128 ГБ. Внутрішню пам'ять можна розширити картою пам'яті формату microSD до 512 ГБ.
Пристрої отримали незнімний літій-полімерний акумулятор об'ємом 6000 мА·год з можливістю швидкісного заряджання до 15 Вт.
Дисплей Infinity-U (U-подібний виріз) типу Super AMOLED з діагоналлю 6,4", роздільною здатністю Full HD+ (1080 × 2340), співвідношенням сторін 19,5:9 та щільністю пікселів 403 ppi.
Galaxy M31/M31 Prime Edition  отримав потрійну основну камеру із ширококутним об'єктивом на 64 Мп з діафрагмою f/1.8 і фазовим автофокусом, надширококутним об'єктивом на 8 Мп з діафрагмою f/2.2, макрооб'єктивом на 5 Мп з діафрагмою f/2.4 і сенсором глибини на 2 Мп з діафрагмою f/2.2. В Galaxy M21s/F41 відсутній макрооб'єктив. Всі моделі отримали ширококутну передню камеру на 32 Мп з діафрагмою f/2.0. Основна камера вміє записувати відео в максимальній роздільній здатності 4K при 30 fps, а передня — 1080p при 30 fps

### Програмне забезпечення
Смартфони були випущені One UI 2.5, що працює на базі Android 10. Пізніше пристрої були оновлені до One UI 4.1 на базі Android 12.
Підтримує стандарти зв'язку: 2G GSM, 3G WCDMA, 4G LTE.
Датчики: акселерометр, датчик освітлення, датчик наближення, гіроскоп, датчик відбитку пальця, розблокування за обличчям.

### Комплектація
Смартфон, гарантійні документи, інструкція, зарядний пристрій, шпилька для виймання картки.

## Ціна
В січні 2021 року ціна в українських магазинах починається з 6298 грн.